# Deling van Korea

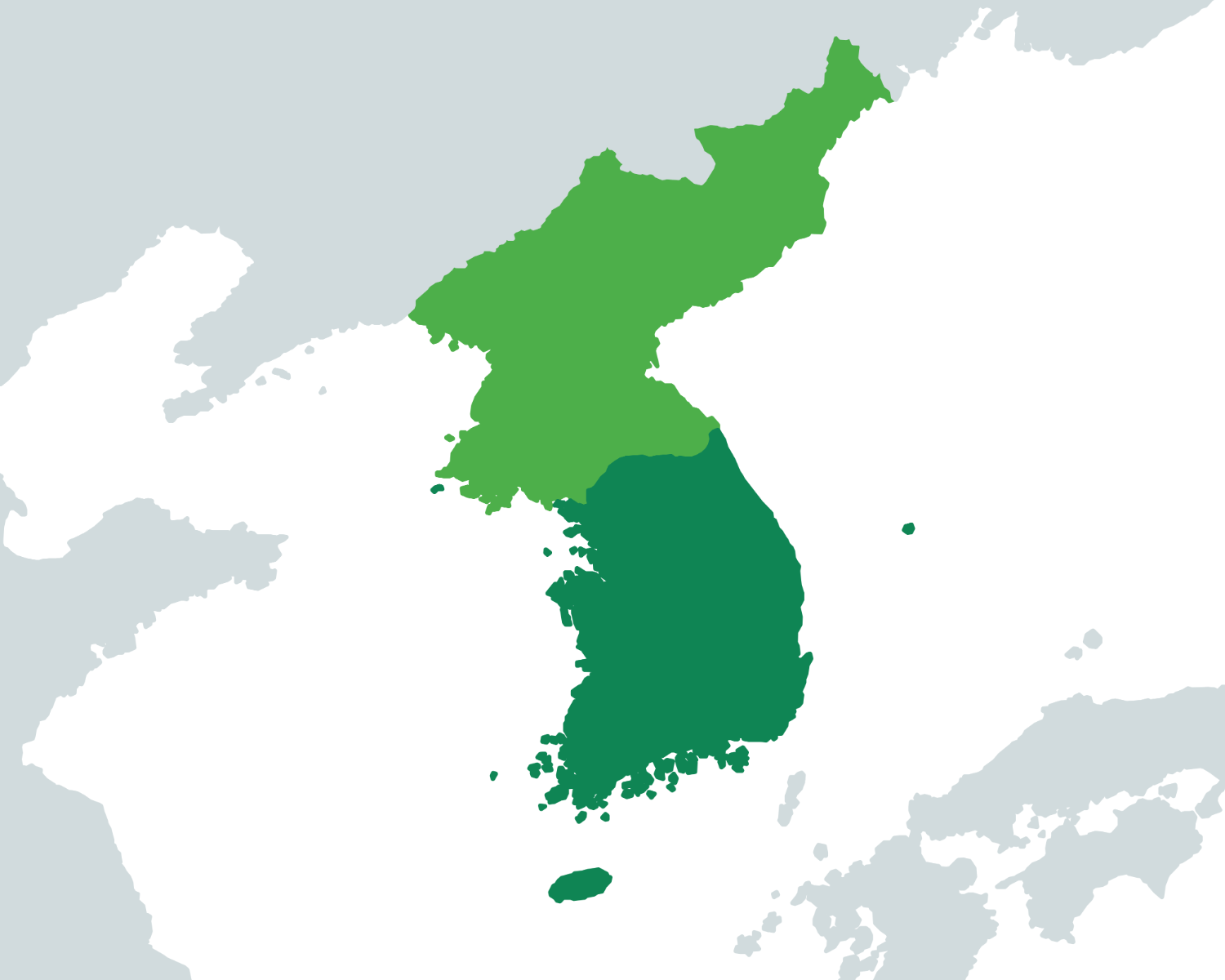
Noord-Korea in het licht groen, Zuid-Korea in het donkergroen.

De deling van Korea tussen Noord-Korea en Zuid-Korea vond plaats na de geallieerde overwinning in de Tweede Wereldoorlog in 1945. Nadat Japan zich had overgegeven, dwongen de geallieerden Japan om alle koloniën die het met militaire macht had veroverd, af te staan, ook de koloniën die vóór het begin van de Tweede Wereldoorlog waren veroverd. Hoewel Korea vóór de Tweede Wereldoorlog een kolonie van Japan was, moest Japan het toch opgeven omdat het het met militaire macht had ingenomen. Na 35 jaar was Korea dus geen kolonie meer van het Japanse Keizerrijk. Op dezelfde dag dat Japan zich overgaf, viel de Sovjet-Unie Korea echter binnen, na Noordoost-China te hebben bezet.
De Verenigde Staten van Amerika en de Sovjet-Unie bezette het land, wat betekende dat ze daar hun leger hadden, met de grens tussen hun controlezones langs de 38e breedtegraad, oftewel het gebied van Korea van oost naar west 38 graden noorderbreedte.
Met het uitbreken van de Koude Oorlog mislukte de onderhandelingen tussen de Verenigde Staten van Amerika en de Sovjet-Unie in het creëren van een onafhankelijk, verenigd Korea. In 1948 vonden de door de Verenigde Naties (VN) geleide verkiezingen alleen plaats in het zuidelijke deel van Korea, dat door de Verenigde Staten werd bezet. Dit leidde tot de oprichting van de Republiek Korea in Zuid-Korea, wat later werd gevolgd door de oprichting van de Democratische Volksrepubliek Korea in Noord-Korea. De Verenigde Staten van Amerika steunden het Zuiden en de Sovjet-Unie steunde het Noorden, en elke regering claimde soevereiniteit, of het recht om zichzelf te besturen, over heel Korea.
In 1950 viel Noord-Korea Zuid-Korea binnen om heel Korea te veroveren, wat het begin was van de Koreaanse Oorlog. Vlak voordat Noord-Korea heel Korea veroverde, stuurden de Verenigde Staten van Amerika hun leger om Zuid-Korea te heroveren. Nadat Noord-Korea Zuid-Korea had veroverd, vielen de Verenigde Staten van Amerika en Zuid-Korea Noord-Korea binnen om ook heel Korea te veroveren. Vlak voordat de Verenigde Staten en Zuid-Korea heel Korea veroverden, stuurde China, de communistische bondgenoot van Noord-Korea, zijn leger om Noord-Korea te veroveren. Na de verovering van Noord-Korea leidde dit tot een touwtrekkerij die de hele oorlog duurde. In 1953 eindigden de gevechten in een patstelling, wat betekende dat geen van beide partijen de oorlog won. De grens werd opnieuw op de 38e breedtegraad gelegd, maar ditmaal werd het de Koreaanse gedemilitariseerde zone (DMZ).
De Koreaanse Oorlog (1950-1953) scheidde de twee Korea's in de latere fase van de Koude Oorlog en zelfs tot op de dag van vandaag door de Koreaanse Gedemilitariseerde Zone (DMZ).
Door deze scheiding zijn Noord-Korea en Zuid-Korea twee zeer verschillende landen geworden. Nu zijn er grote verschillen in cultuur, economie, gezondheid, politiek en zelfs taal.